# Rahmane Barry
Pour les articles homonymes, voir Barry.
Rahmane Barry, né le 30 août 1986 à Dakar au Sénégal, est un footballeur international sénégalais qui a évolué au poste d'attaquant de soutien. Il possède également la nationalité française.

## Biographie
Rahmane Barry est né le 30 août 1986 à Dakar, de parents guinéens.
Il débute avec l’OM en Ligue 1 en décembre 2003 à 17 ans et demi. Le 29 août 2005, après avoir signé son premier contrat professionnel d’une durée de 3 ans, il est prêté sans option d'achat à Lorient pour une saison. Ce prêt est renouvelé pour la saison 2006-2007. 
Libéré de sa dernière année de contrat avec le club marseillais, il s'engage en juin 2007 avec le club de Ligue 2 du CS Sedan Ardennes pour une durée de 2 ans.
Il rejoint en prêt le FC Gueugnon pour 6 mois à partir du 16 janvier 2008, avant de revenir au CS Sedan Ardennes. À la fin de la saison, il se retrouve sans contrat.
Lors de l'intersaison 2009, il participe au stage de l'UNFP destiné aux joueurs sans contrat.
Il signe en octobre 2010 pour l'AS Beauvais Oise.
À l'été 2011, il s'engage avec le club de seconde division thaïlandaise du Bangkok United, avec l'espoir de rebondir.

## Statistiques

### Statistiques détaillées
| Saison                | Club                   | Championnat           | Championnat | Championnat | Championnat | Coupe nationale | Coupe nationale | Coupe nationale | Coupe de la Ligue | Coupe de la Ligue | Coupe de la Ligue | Compétition(s) continentale(s) | Compétition(s) continentale(s) | Compétition(s) continentale(s) | Compétition(s) continentale(s) | Total | Total | Total |
| Saison                | Club                   | Division              | M.          | B.          | P.d.        | M.              | B.              | P.d.            | M.                | B.                | P.d.              | Comp.                          | M.                             | B.                             | P.d.                           | M.    | B.    | P.d.  |
| 2003-2004             | Olympique de Marseille | Ligue 1               | 3           | 0           | 0           | 1               | 0               | 0               | -                 | -                 | -                 | C1+C3                          | -                              | -                              | -                              | 4     | 0     | 0     |
| 2004-2005             | Olympique de Marseille | Ligue 1               | 1           | 0           | 0           | -               | -               | -               | -                 | -                 | -                 | -                              | -                              | -                              | -                              | 1     | 0     | 0     |
| 2005-2006             | Olympique de Marseille | Ligue 1               | 1           | 0           | 0           | -               | -               | -               | -                 | -                 | -                 | CI+C3                          | 1+0                            | 0+0                            | 0+0                            | 2     | 0     | 0     |
| Sous-total            | Sous-total             | Sous-total            | 5           | 0           | 0           | 1               | 0               | 0               | 0                 | 0                 | 0                 | -                              | 1                              | 0                              | 0                              | 7     | 0     | 0     |
| 2005-2006             | FC Lorient (prêt)      | Ligue 2               | 20          | 3           | 0           | 2               | 2               | 0               | 2                 | 0                 | 0                 | -                              | -                              | -                              | -                              | 24    | 5     | 0     |
| 2006-2007             | FC Lorient (prêt)      | Ligue 1               | 13          | 0           | 0           | -               | -               | -               | 1                 | 1                 | 0                 | -                              | -                              | -                              | -                              | 14    | 1     | 0     |
| Sous-total            | Sous-total             | Sous-total            | 33          | 3           | 0           | 2               | 2               | 0               | 3                 | 1                 | 0                 | -                              | 0                              | 0                              | 0                              | 38    | 6     | 0     |
| 2007-2008             | CS Sedan Ardennes      | Ligue 2               | 4           | 0           | 0           | 2               | 0               | 0               | 1                 | 0                 | 0                 | -                              | -                              | -                              | -                              | 7     | 0     | 0     |
| 2008-2009             | CS Sedan Ardennes      | Ligue 2               | 5           | 0           | 0           | -               | -               | -               | -                 | -                 | -                 | -                              | -                              | -                              | -                              | 5     | 0     | 0     |
| Sous-total            | Sous-total             | Sous-total            | 9           | 0           | 0           | 2               | 0               | 0               | 1                 | 0                 | 0                 | -                              | 0                              | 0                              | 0                              | 12    | 0     | 0     |
| 2007-2008             | FC Gueugnon (prêt)     | Ligue 2               | 10          | 3           | 0           | -               | -               | -               | -                 | -                 | -                 | -                              | -                              | -                              | -                              | 10    | 3     | 0     |
| 2010-2011             | AS Beauvais Oise       | National              | 3           | 0           | 0           | -               | -               | -               | -                 | -                 | -                 | -                              | -                              | -                              | -                              | 3     | 0     | 0     |
| 2011                  | Bangkok United         | Thai Division One     | -           | -           | -           | -               | -               | -               | -                 | -                 | -                 | -                              | -                              | -                              | -                              | 0     | 0     | 0     |
| 2012                  | Bangkok United         | Thai Division One     | -           | -           | -           | -               | -               | -               | -                 | -                 | -                 | -                              | -                              | -                              | -                              | 0     | 0     | 0     |
| Sous-total            | Sous-total             | Sous-total            | 0           | 0           | 0           | 0               | 0               | 0               | 0                 | 0                 | 0                 | -                              | 0                              | 0                              | 0                              | 0     | 0     | 0     |
| 2012-2013             | US Montagnarde         | CFA 2                 | 8           | 6           | 0           | 1               | 1               | 0               | -                 | -                 | -                 | -                              | -                              | -                              | -                              | 9     | 7     | 0     |
| 2013-2014             | US Montagnarde         | DH                    | 3           | 1           | 0           | 1               | 0               | 0               | -                 | -                 | -                 | -                              | -                              | -                              | -                              | 4     | 1     | 0     |
| 2014-2015             | US Montagnarde         | DH                    | 2           | 0           | 0           | -               | -               | -               | -                 | -                 | -                 | -                              | -                              | -                              | -                              | 2     | 0     | 0     |
| 2015-2016             | US Montagnarde         | DH                    | 8           | 2           | 0           | 2               | 2               | 0               | -                 | -                 | -                 | -                              | -                              | -                              | -                              | 10    | 4     | 0     |
| 2016-2017             | US Montagnarde         | DH                    | 1           | 1           | 0           | 2               | 3               | 0               | -                 | -                 | -                 | -                              | -                              | -                              | -                              | 3     | 4     | 0     |
| 2017-2018             | US Montagnarde         | National 3            | 15          | 2           | 1           | 1               | 0               | 0               | -                 | -                 | -                 | -                              | -                              | -                              | -                              | 16    | 2     | 1     |
| 2018-2019             | US Montagnarde         | National 3            | 18          | 2           | 0           | 2               | 0               | 0               | -                 | -                 | -                 | -                              | -                              | -                              | -                              | 20    | 2     | 0     |
| 2019-2020             | US Montagnarde         | Régional 1            | -           | -           | -           | 2               | 1               | 0               | -                 | -                 | -                 | -                              | -                              | -                              | -                              | 2     | 1     | 0     |
| 2020-2021             | US Montagnarde         | Régional 1            | 4           | 1           | 0           | 9               | 8               | 0               | -                 | -                 | -                 | -                              | -                              | -                              | -                              | 13    | 9     | 0     |
| 2021-2022             | US Montagnarde         | Régional 1            | 8           | 0           | 0           | 2               | 0               | 0               | -                 | -                 | -                 | -                              | -                              | -                              | -                              | 10    | 0     | 0     |
| Sous-total            | Sous-total             | Sous-total            | 67          | 15          | 1           | 22              | 15              | 0               | 0                 | 0                 | 0                 | -                              | 0                              | 0                              | 0                              | 89    | 30    | 1     |
| 2023-2024             | CS Quéven              | Régional 3            | 15          | 4           | 0           | 2               | 0               | 0               | -                 | -                 | -                 | -                              | -                              | -                              | -                              | 17    | 4     | 0     |
| 2024-2025             | CS Quéven              | Régional 3            | 2           | 1           | 0           | 2               | 1               | 0               | -                 | -                 | -                 | -                              | -                              | -                              | -                              | 4     | 2     | 0     |
| Sous-total            | Sous-total             | Sous-total            | 17          | 5           | 0           | 4               | 1               | 0               | 0                 | 0                 | 0                 | -                              | 0                              | 0                              | 0                              | 21    | 6     | 0     |
| Total sur la carrière | Total sur la carrière  | Total sur la carrière | 144         | 26          | 1           | 31              | 18              | 0               | 4                 | 1                 | 0                 | -                              | 1                              | 0                              | 0                              | 180   | 45    | 1     |

### En sélection nationale
| Saison                | Sélection             | Phases finales        | Phases finales | Phases finales | Phases finales | Éliminatoires | Éliminatoires | Éliminatoires | Matchs amicaux | Matchs amicaux | Matchs amicaux | Total | Total | Total |
| Saison                | Sélection             | Compétition           | M              | B              | Pd             | M             | B             | Pd            | M              | B              | Pd             | M     | B     | Pd    |
| --------------------- | --------------------- | --------------------- | -------------- | -------------- | -------------- | ------------- | ------------- | ------------- | -------------- | -------------- | -------------- | ----- | ----- | ----- |
| 2005-2006             | Sénégal               | CAN 2006              | 4              | 0              | 0              | 1             | 0             | 0             | 3              | 0              | 0              | 8     | 0     | 0     |
| Total sur la carrière | Total sur la carrière | Total sur la carrière | 4              | 0              | 0              | 1             | 0             | 0             | 3              | 0              | 0              | 8     | 0     | 0     |

### Liste des matchs internationaux
| Matchs internationaux de Rahmane Barry | Matchs internationaux de Rahmane Barry | Matchs internationaux de Rahmane Barry                   | Matchs internationaux de Rahmane Barry | Matchs internationaux de Rahmane Barry | Matchs internationaux de Rahmane Barry  | Matchs internationaux de Rahmane Barry                              |
|                                        | Date                                   | Lieu                                                     | Adversaire                             | Résultats                              | Compétitions                            | Notes                                                               |
| -------------------------------------- | -------------------------------------- | -------------------------------------------------------- | -------------------------------------- | -------------------------------------- | --------------------------------------- | ------------------------------------------------------------------- |
| 1.                                     | 17 août 2005                           | Griffin Park, Londres, Angleterre                        | Ghana                                  | 0 - 0                                  | Match amical                            | Titulaire.                                                          |
| 2.                                     | 8 octobre 2005                         | Stade Léopold-Sédar-Senghor, Dakar, Sénégal              | Mali                                   | 3 - 0                                  | Éliminatoires de la Coupe du monde 2006 | Rentre en jeu à la 8e minute à la place de Frédéric Mendy.          |
| 3.                                     | 12 novembre 2005                       | EPRFU Stadium, Port Elizabeth, Afrique du Sud            | Afrique du Sud                         | 2 - 3                                  | Match amical                            | Titulaire et remplacé par Momar N'Diaye à la 46e minute de jeu.     |
| 4.                                     | 23 janvier 2006                        | Stade de Port-Saïd, Port-Saïd, Égypte                    | Zimbabwe                               | 0 - 2                                  | CAN 2006                                | Titulaire.                                                          |
| 5.                                     | 27 janvier 2006                        | Stade de Port-Saïd, Port-Saïd, Égypte                    | Ghana                                  | 1 - 0                                  | CAN 2006                                | Titulaire.                                                          |
| 6.                                     | 31 janvier 2006                        | Stade de Port-Saïd, Port-Saïd, Égypte                    | Nigeria                                | 2 - 1                                  | CAN 2006                                | Titulaire et remplacé par Souleymane Camara à la 44e minute de jeu. |
| 7.                                     | 9 février 2006                         | Stade de l'Académie militaire du Caire, Le Caire, Égypte | Nigeria                                | 0 - 1                                  | CAN 2006                                | Titulaire et remplacé par Henri Camara à la 69e minute de jeu.      |
| 8.                                     | 23 mai 2006                            | Stade de la Coupe du monde de Séoul, Séoul, Corée du Sud | Corée du Sud                           | 1 - 1                                  | Match amical                            | Titulaire.                                                          |

## Palmarès
Il remporte la Coupe Intertoto en 2005 avec l'Olympique de Marseille.